# Palazzo del Principe Elettore (Coblenza)
Il Palazzo del Principe Elettore (in tedesco: Kurfürstliches Palais) è stato una delle residenze del principe-arcivescovo dell'Elettorato di Treviri durante la seconda metà del XVIII secolo. In seguito, l'edificio venne utilizzato come residenza dell'allora principe ereditario e poi imperatore Guglielmo I negli anni nei quali fu governatore militare della Renania-Westfalia.

## Storia

### La costruzione

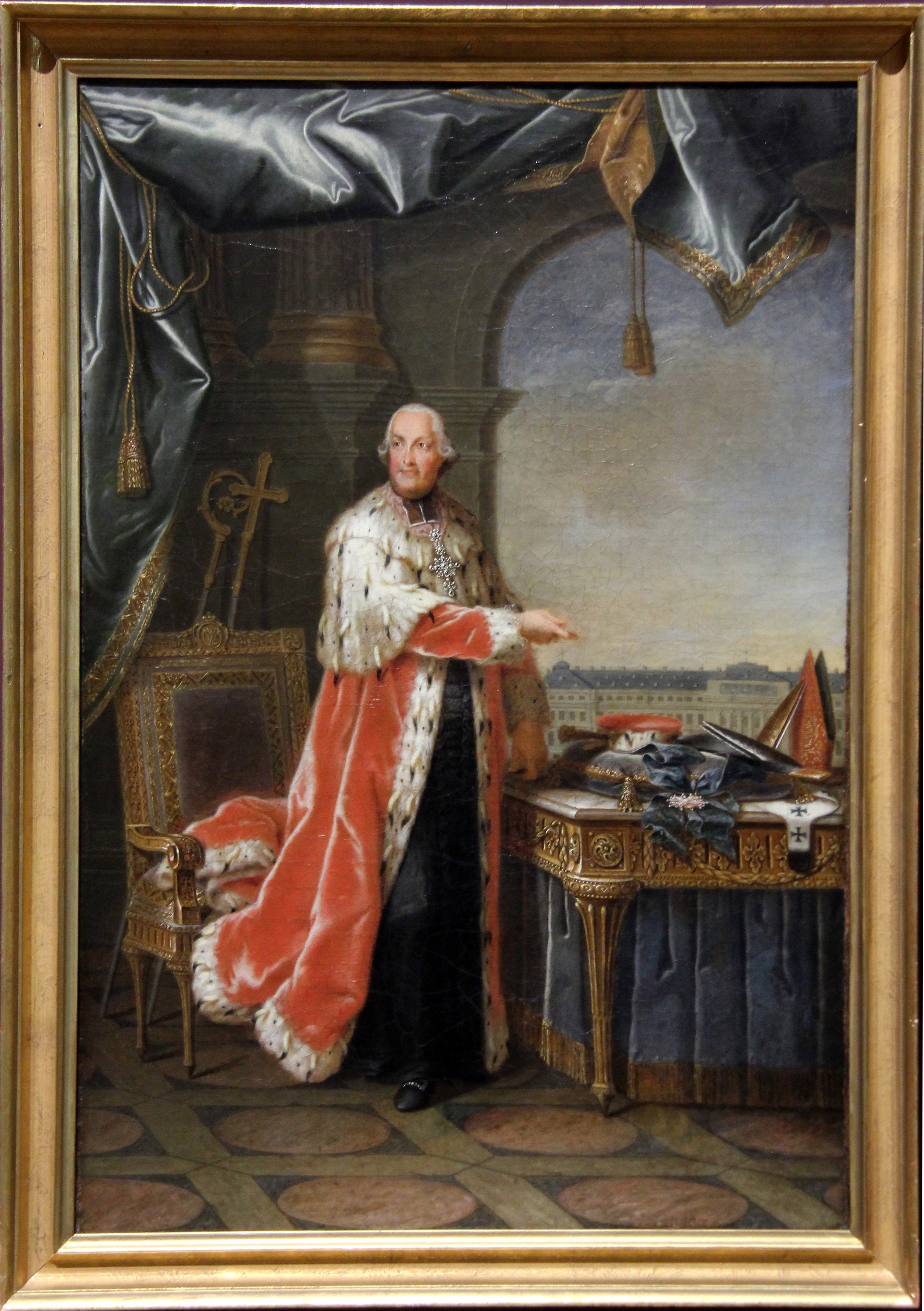
L'arcivescovo e principe elettore Clemente Venceslao di Sassonia. Sullo sfondo si nota la faccia dal palazzo del quale fu committente.

L'antica residenza dei vescovi di Treviri a Coblenza, il castello di Philippsburg ad Ehrenbreitstein, necessitava di lavori di ristrutturazione e non era sufficientemente rappresentativa per il nuovo arcivescovo Clemente Venceslao di Sassonia, proveniente dalla famiglia dei regnanti di Sassonia e Polonia nonché zio del re di Francia. Pertanto, questi chiese che si realizzasse un nuovo palazzo cittadino a Coblenza. Il palazzo elettorale venne costruito tra il 1777 e il 1793 nel nuovo quartiere di Neustadt su progetto dell'architetto parigino Pierre Michel d'Ixnard che aveva già progettato diversi edifici nel sud della Germania.
Dopo un primo progetto che valse all'architetto le critiche non solo della corte di Treviri ma anche dell'accademia di architettura di Parigi, Ixnard venne licenziato ed al suo posto venne assunto per il progetto l'architetto francese Antoine-François Peyre che realizzò un progetto più modesto e di forme più semplici, pur dovendo orientarsi sulle fondamenta già poste della struttura.

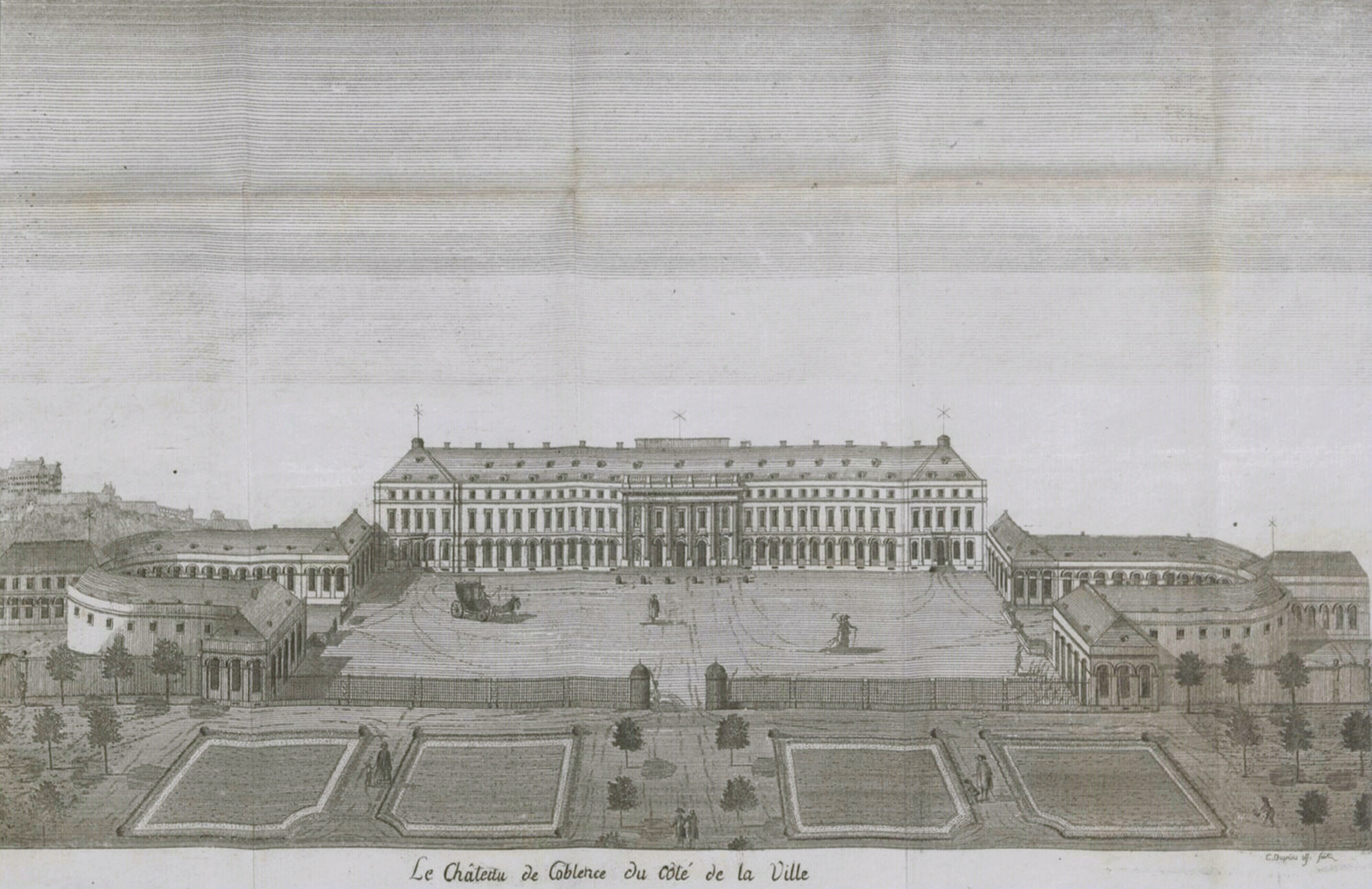
Il palazzo elettorale di Coblenza in un'incisione del 1789

Gli interni ed il design dei mobili venne curato da François Ignace Mangin sino al 1787, mentre Andreas Henckel venne assunto in qualità di stuccatore. Capocantiere fu Johann Andreas Gärtner, di Dresda, padre del futuro architetto di Coblenza, Friedrich von Gärtner. Al palazzo lavorarono anche lo scultore Johann Sebastian Barnabas Pfaff ed il pittore Januarius Zick.
Il 23 novembre 1786, l'elettore Clemente Venceslao di Sassonia e sua sorella Maria Cunegonda, principessa-badessa di Essen, si trasferirono a risiedere entrambi nel nuovo palazzo. Nello stesso anno fu allacciato alla nuova rete idrica per fornire acqua corrente al castello ed un anno dopo venne inaugurato il nuovo teatro poco distante dal castello. Nell'odierna Clemensplatz, posta davanti al teatro, l'elettore fece costruire nel 1791 la Clemensbrunne, la prima fontana pubblica ad essere collegata alla rete idrica e che l'elettore donò alla cittadinanza. Terrorizzato dallo scoppio della Rivoluzione francese, l'elettore Clemente Venceslao, che in precedenza era stato appassionato riformatore, interruppe tutto ciò che stava portando avanti nel proprio elettorato a favore di un regime più severo di conduzione dello stato. Nel contempo offrì asilo politico agli emigranti e ai membri fuggitivi della corte francese a lui imparentati (tra cui suo nipote Luigi XVI), in particolare presso il palazzo di Schönbornslust, appena fuori Coblenza.

### Dall'occupazione francese al 1814
Con l'avanzata dell'esercito rivoluzionario francese nel corso della guerra della prima coalizione, l'elettore Clemente Venceslao venne costretto a fuggire dal suo territorio dal 7 ottobre 1794. Due settimane dopo, Coblenza fu presa dai francesi al comando del generale François Séverin Marceau. Lo stato elettorale di Treviri venne soppresso ed il suo territorio annesso direttamente alla Francia dal 1801. L'interno del palazzo residenziale non poté quindi mai essere completato. L'elettore fece trasferire gran parte del mobilio su delle navi e lo fece trasportare ad Augusta prima della sua fuga, mobili che ancora oggi si trovano nel palazzo dei principi elettori locali. Dopo la morte di Clemente Venceslao il palazzo venne venduto in parte all'asta, ma successivamente passò al regno di Baviera. Il palazzo venne quindi adibito temporaneamente a caserma e ad ospedale militare, divenendo dal 1815 solo una caserma quando ricadde sotto la direzione dei prussiani.

### Il periodo prussiano

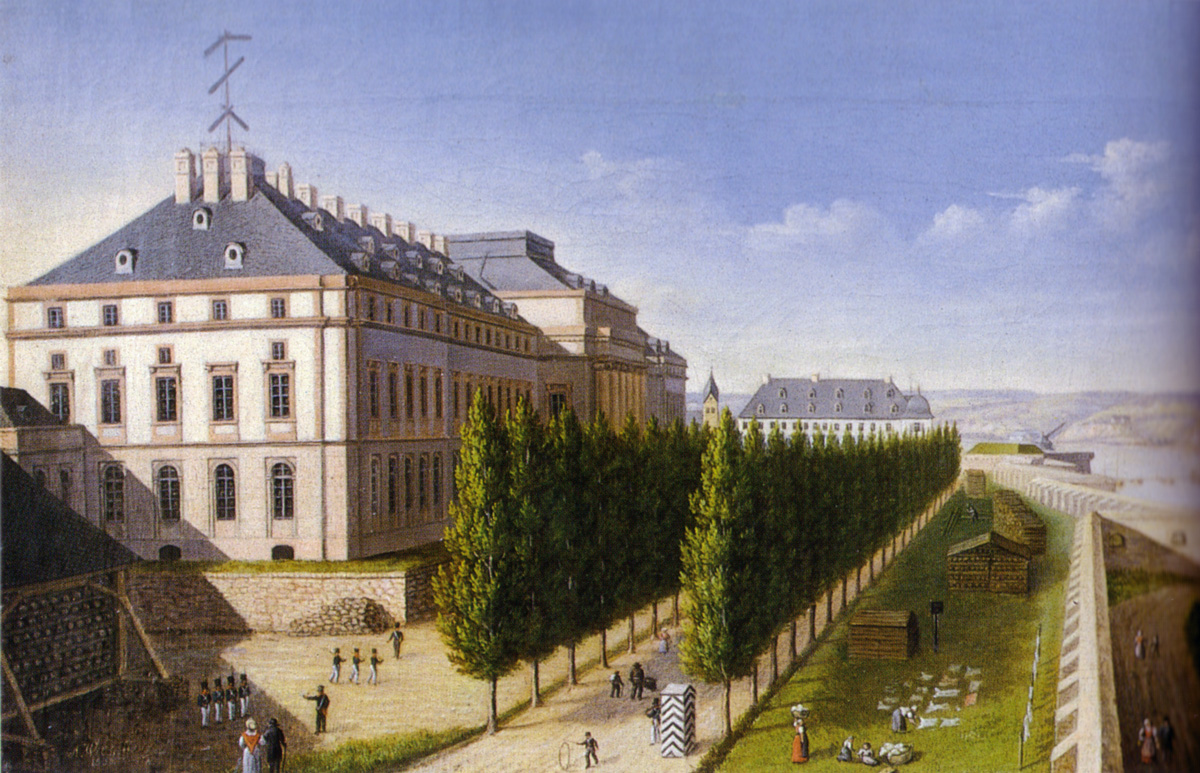
Il palazzo in un dipinto del XIX secolo. Si noti sul tetto dell'ala residenziale l'antenna telegrafica installata dai prussiani

Le due ali laterali dell'edificio, dalla caratteristica forma semicircolare, come pure l'ala centrale vennero utilizzate come caserma durante il periodo della dominazione prussiana. Dal 1823 al 1842 il palazzo fu sede di varie autorità prussiane. Fino al 1911 fu la residenza ufficiale del presidente della provincia del Reno superiore e vi aveva sede la guardia nazionale di Coblenza sino al 1918.
Tra il 1833 e il 1852 una stazione del telegrafo a barre ottiche  della linea telegrafica prussiana Berlino-Colonia-Coblenza sorgeva sul belvedere dell'ala sud del palazzo. Era l'ultima stazione, la  61 del complesso; il castello ospitava anche l'ufficio della spedizione telegrafica nonché i locali per l'amministrazione della parte occidentale di quella linea telegrafica.
Federico Guglielmo IV di Prussia scelse l'edificio come sua residenza per i suoi soggiorni nella Renania e ne fece ridisegnare gli interni da Johann Claudius von Lassaulx tra il 1842 ed il 1845, secondo i progetti di Friedrich August Stüler.
Dal 1850 al 1858, il principe ereditario di Prussia, poi imperatore Guglielmo I, e sua moglie Augusta, presero residenza a palazzo durante il periodo in cui il principe fu governatore militare della provincia del Reno e della Vestfalia. Fu proprio Guglielmo I a dare slancio alla creazione del Kaiserin-Augusta-Anlagen, il grande parco annesso all'edificio.
Il palazzo rimase una meta frequente della famiglia reale prussiana fino allo scoppio della prima guerra mondiale. Il 16 agosto 1914, all'inizio della guerra, fu per breve tempo sede del quartier generale e dell'imperatore Guglielmo II.

### Nello Stato Libero di Prussia

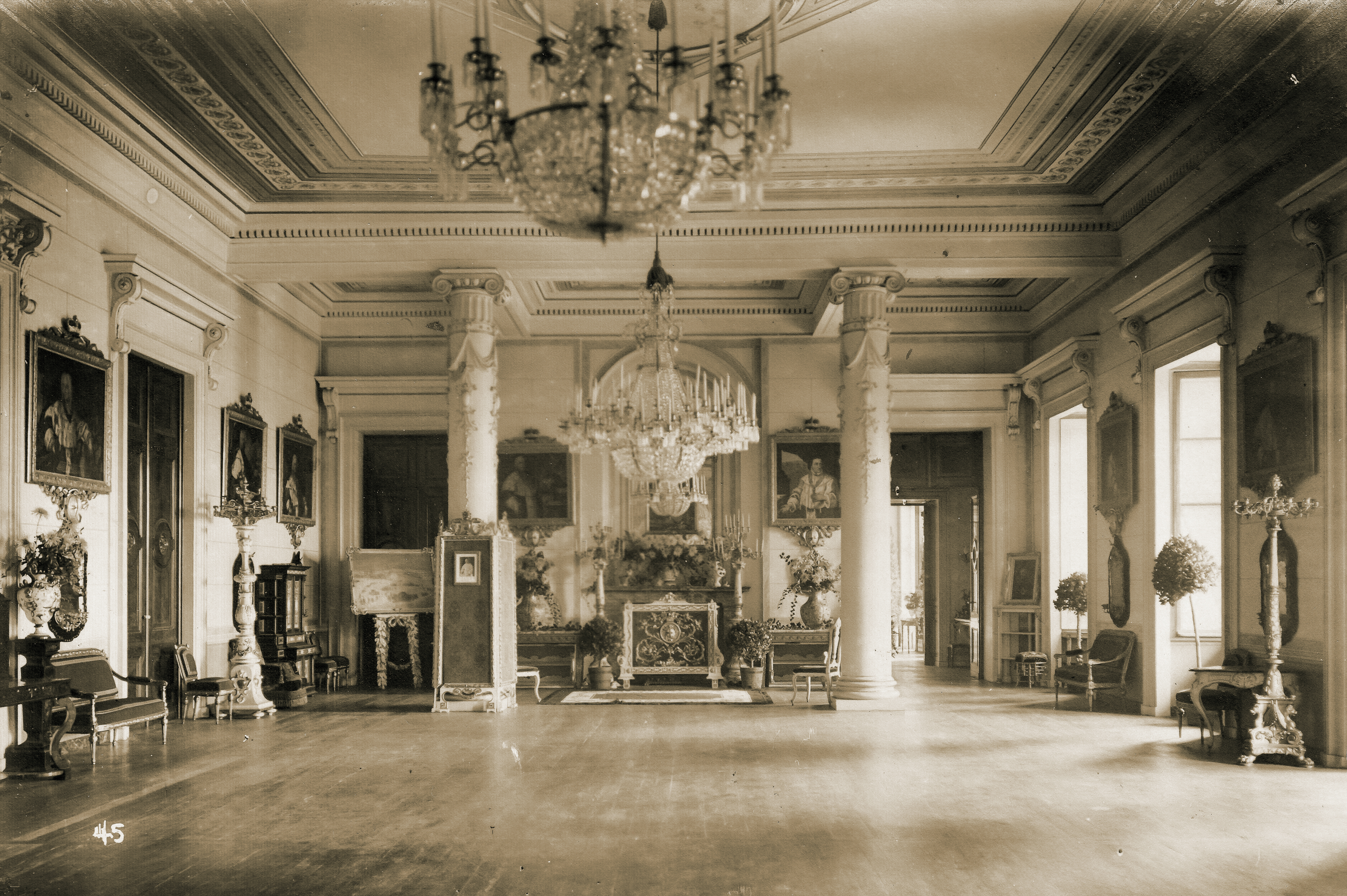
La sala del trono in una fotografia del 1920

Nel corso dell'occupazione della Renania, le autorità francesi presero possesso di gran parte del castello dopo la fine della guerra. Nel 1920, la città di Coblenza affittò le sale di rappresentanza per ospitare la collezione d'arte locale (il nucleo dell'odierno Museo del Mittelrhein) nonché i reperti archeologici reperiti dall'associazione dei musei di Coblenza. Questo "Schlossmuseum" venne aperto per la prima volta al pubblico e con esso le stanze del castello. Dal 25 ottobre 1923 al 9 febbraio 1924, i sostenitori della repubblica renana sotto la guida del "Primo Ministro" Josef Friedrich Matthes occuparono il palazzo elettorale.

### Il Nazismo
Il 24 marzo 1935, sotto la guida del sindaco Otto Wittgen, venne inaugurato un teatro all'aperto proprio davanti al castello, ispirato al modello degli antichi teatri greci, la cosiddetta Thingstättenweihe o Volksbeerdungsfeier. Esso offriva uno spazio per 20.000 persone, ma lo spazio attorno ad esso poteva ospitarne sino a 80.000. Ad un'estremità venne costruito un monumento con una cripta all'interno della quale era conservato un fuoco eternamente ardente in un blocco di basalto. Dall'8 giugno 1934, oltre un centinaio di lavoratori vennero impiegati nel cantiere, su due turni.
Durante la costruzione del teatro vi fu una disputa tra il capo cantiere della Gau Koblenz-Trier, Wilhelm Michels, e l'amministrazione comunale della città. In qualità di proprietario del castello, lo stato prussiano aveva approvato il trasporto della terra scavata per la realizzazione della struttura attraverso le stanze del museo. Michels si rifiutò di sottoscrivere l'accordo temendo danni alla struttura, e venne difeso in questo dal sindaco Wittgen. I danni, dando ragione a Michels, si verificarono e vennero riparati solo nel 1936. Il teatro all'aperto, dopo il suo completamento, venne in realtà utilizzato solo raramente e perlopiù dal partito nazista per questioni di propaganda cittadina, motivo per cui l'interesse nei suoi confronti svanì ben presto. Venne distrutto in un raid aereo nel 1944 e successivamente riempito con le macerie degli edifici della città.

### La ricostruzione

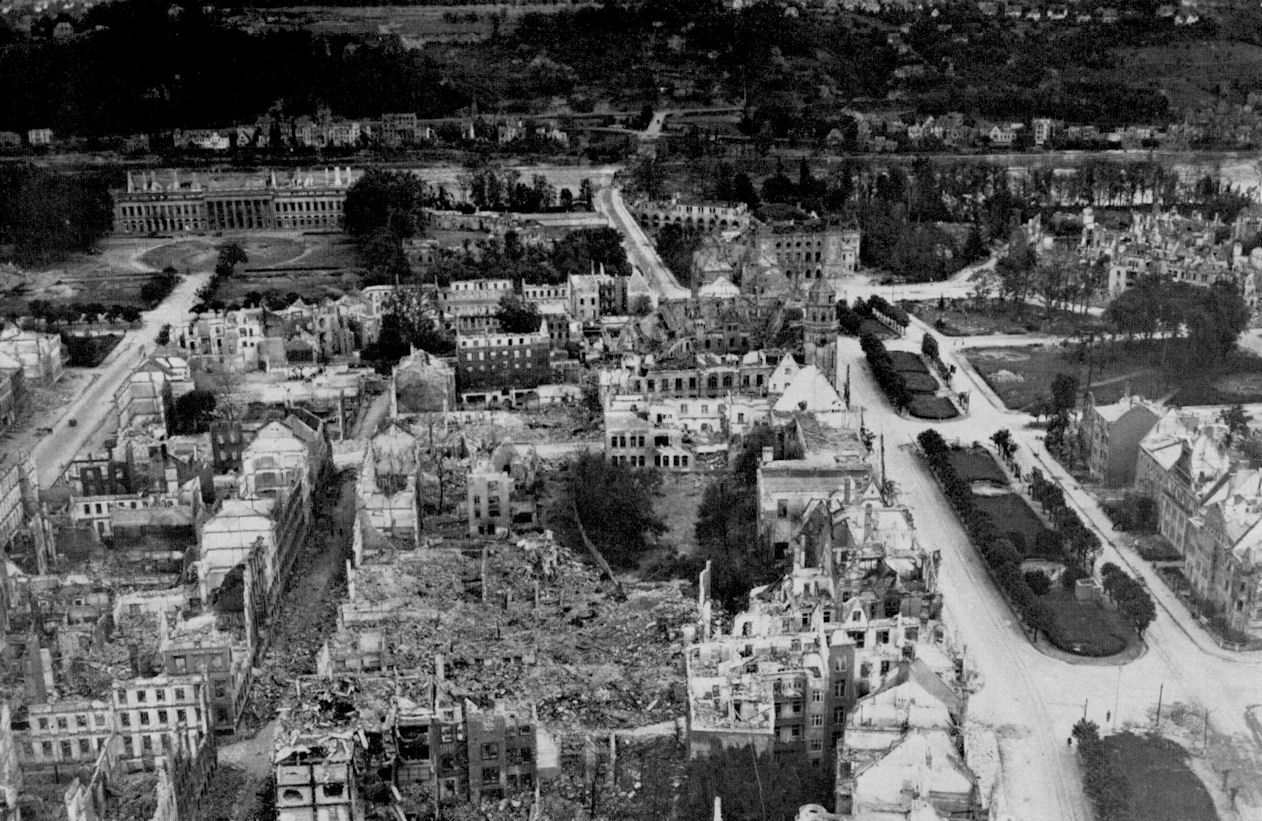
Coblenza danneggiata dai bombardamenti nel 1945: in alto a sinistra si distingue il palazzo del principe elettore ridotto in rovina

Durante i bombardamenti aerei del 1944 su Coblenza nella seconda guerra mondiale il complesso del palazzo del principe elettore venne in gran parte distrutto, dai solai alle cantine. Negli anni dal 1950 al 1951 venne ricostruito esternamente secondo i progetti originari, ma con un design degli interni più moderno in stile anni '50. Solo nell'edificio centrale furono ricostruiti il vano scala di rappresentanza, il vestibolo, la sala delle guardie (oggi chiamata "sala degli specchi" o "sala dell'elettore") e la sala del giardino; per gli ambienti ricostruiti vennero ripresi modelli neoclassici ma con semplificazioni nei dettagli. La medesima tecnica venne adottata anche per il restauro dei giardini, in particolare della piazza del palazzo. Gli edifici circolari furono riedificati in forme più moderne e semplici, mantenendo comunque la loro pianta caratteristica. Poco dopo la guerra l'edificio funse da quartier generale dell'ufficio di sicurezza alleato di Coblenza.
Nel 1946, lo stato della Renania-Palatinato divenne il successore legale della Prussia e divenne quindi anche il legittimo proprietario dell'edificio. Lo stato lo vendette alla Repubblica Federale di Germania nel 1960, che da allora ne divenne la proprietaria. Durante l'ultimo restauro del 1998, al posto del precedente schema cromatico esterno in ocra/rosso-blu, che era consueto per gli edifici delle guarnigioni prussiane e delle fortezze così come per i palazzi prussiani, fu restaurata la colorazione del XVIII secolo con colori bianco-grigi. Da allora il palazzo è diventato sede di alcuni edifici governativi.

## Descrizione

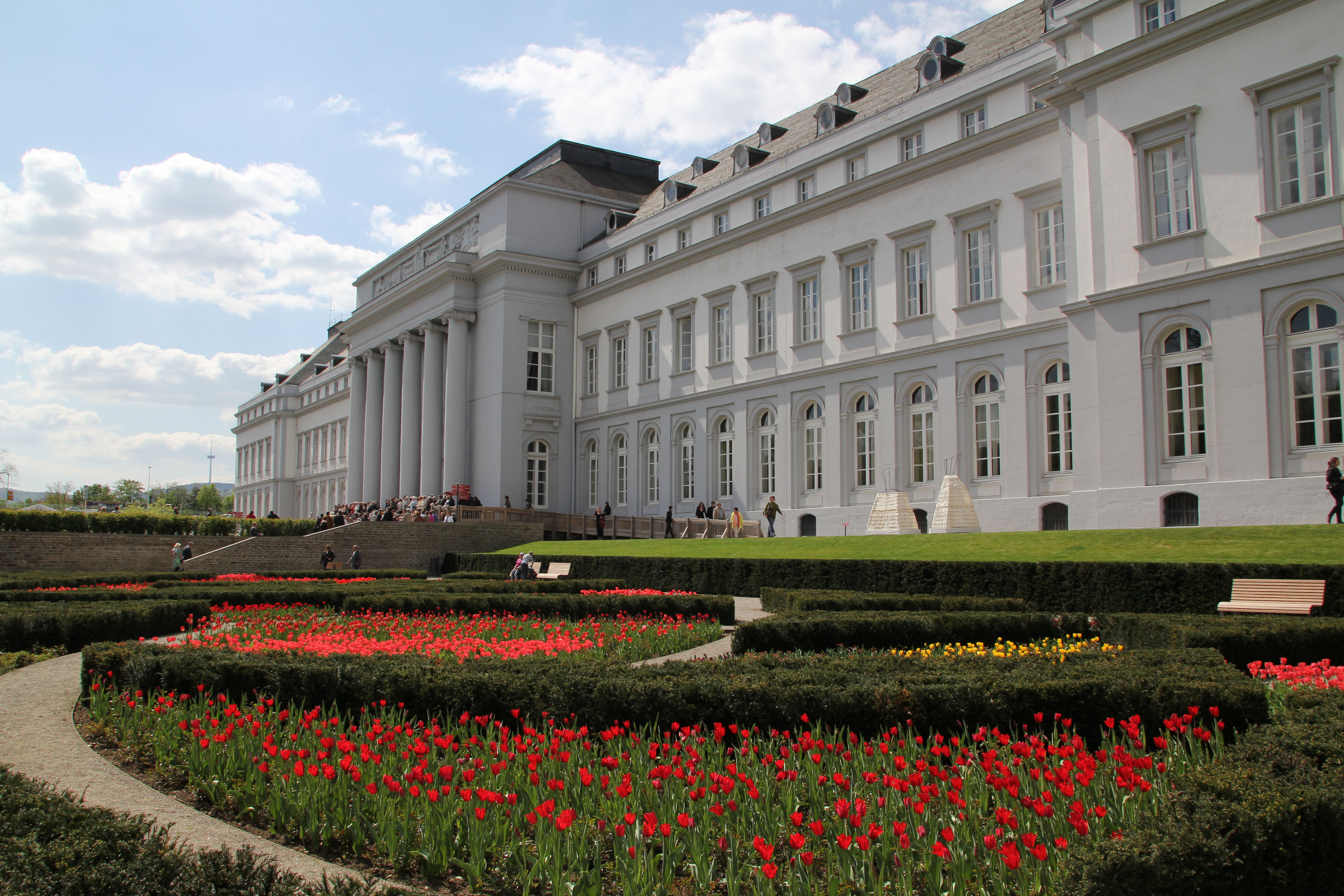
La facciata del palazzo

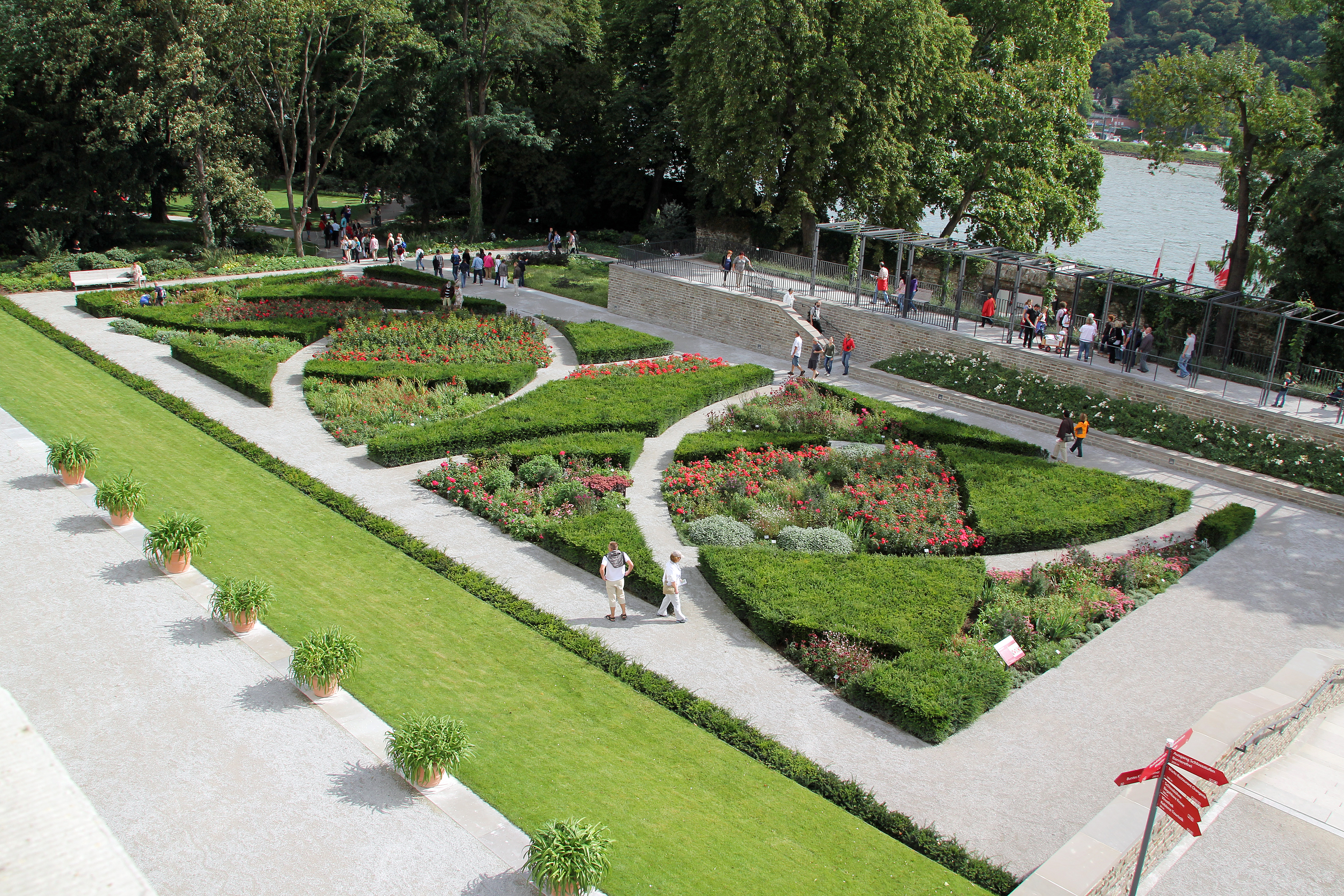
I moderni giardini del palazzo

L'edificio del palazzo del principe elettore è costituito da un edificio principale a pianta rettangolare (corps de logis), che si estende in direzione nord-sud parallelamente alla vicina sponda del fiume Reno, e da due ali circolari semicircolari sul lato ovest verso la città, che incorniciano il grande piazzale del palazzo. La facciata principale è composta da cinque avancorpi e nella parte centrale di essa, rivolta verso la città, si apre un portico distinto da otto colonne, sovrastato da una balaustra in pietra dipinta. Sul lato verso il Reno, l'avancorpo presenta un gruppo scultoreo eseguito da Johann Sebastian Barnabas Pfaff raffigurante le allegorie del Reno e della Mosella affiancate dai leoni, simbolo del potere secolare e spirituale dell'arcivescovo ed elettore di Treviri.
L'edificio, di forme semplici e sobrie, nacque come palazzo cittadino e come tale la sua dimensione non fu mai completamente privata, ma piuttosto esso si inserisce nel contesto dello sviluppo della città intersecando vie cittadine nella parte del cortile porticato. Il colonnato è un chiaro rimando ad esempi più famosi come quello di Piazza San Pietro a Roma o del palazzo di Bayreuth.